# フランツ・クヴァルダ
フランツ・クヴァルダ（Franz Kvarda, 1904年7月2日 - 1971年5月8日）は、オーストリアのチェロ奏者。
ウィーンの生まれ。1920年から1926年までウィーン音楽院に在籍し、フリードリヒ・ブックスバウムにチェロを学ぶ。卒業後はウィーン交響楽団のチェロ奏者となる。そこでヴァイオリン奏者のアントン・カンパーと知り合い、カンパーらと弦楽四重奏団を立ち上げた。1938年に弦楽四重奏団のメンバーと共にウィーン・フィルハーモニー管弦楽団に移籍し、1969年まで在籍した。
ウィーンにて死去。